# وطن شاشماز
وطن شاشماز (انگلیسی: Vatan Şaşmaz; ۸ ژانویهٔ ۱۹۷۵ – ۲۷ اوت ۲۰۱۷) بازیگر، مؤلف، میزبان اهل ترکیه بود.